# Peng Qingyue
Peng Qingyue (彭 清玥S; 13 gennaio 2005) è una saltatrice con gli sci cinese.

## Biografia
Attiva dal gennaio del 2020, la Peng ha esordito in Coppa del Mondo il 10 dicembre 2021 a Klingenthal (38ª), ai Giochi olimpici invernali a Pechino 2022, dove si è classificata 38ª nel trampolino normale e 10ª nella gara a squadre mista, e ai Campionati mondiali a Planica 2023, dove si è piazzata 37ª nel trampolino normale e 8ª nella gara a squadre.

## Palmarès

### Coppa del Mondo
- Miglior piazzamento in classifica generale: 51ª nel 2023